# Ȑ
Ȑ (minuskule ȑ) je speciální znak latinky a je zřídka používaný. Nazývá se R s dvojitou čárkou doleva, a skládá se z písmene R a dvou čárek. Používá se při fonetickém zápisu chorvatštiny (případně srbochorvatštiny) a slovinštiny, kde značí R s dvojitým přízvukem. V klasické psané chorvatštině nebo slovinštině však toto písmeno nenajdeme, píše se většinou do učebnic nebo slovníků.
V Unicode mají písmena Ȑ a ȑ tyto kódy:
-Ȑ U+0210
-ȑ U+0211